# فينس وليامز
فينس وليامز (بالإنجليزية: Vince Williams)‏ هو لاعب هوكي الجليد أمريكي، ولد في 27 نوفمبر 1975 في أوتاوا في كندا.

## وصلات خارجية
- فينس وليامز على موقع دوري الهوكي الوطني (الإنجليزية)
- فينس وليامز على موقع EliteProspects.com (الإنجليزية)
- فينس وليامز على موقع HockeyDB.com (الإنجليزية)